# Macy's Day Parade
«Macy's Day Parade» («El desfile del día de Macy») es el cuarto sencillo y canción que cierra el sexto álbum de la banda Green Day, Warning. La canción fue escrita por Billie Joe Armstrong (líder, solista y guitarra de la banda).
Fue incorporada al recopilatorio International Superhits!, ocupando último lugar en este. Aunque su video no fue incorporado en el DVD de la banda, International Supervideos!
Es una de las pocas baladas de esta banda, como también la canción «Good Riddance (Time of Your Life)» y, probablemente, la más alabada por crítica y público.
En el videoclip se muestra como Billie Joe va por una especie de obra abandonada y luego se reúne con Dirnt y Cool.

## Listado de canciones
| CD Promocional |                     |          |  |
| N.º            | Título              | Duración |  |
| 1.             | «Macy's Day Parade» | 3:34     |  |

| VHS Promocional |                             |          |  |
| N.º             | Título                      | Duración |  |
| 1.              | «Macy's Day Parade» (Video) | 3:49     |  |